# 鈴木久男
鈴木 久男（すずき ひさお、1924年3月29日 - 2005年9月12日）は日本の数学者、珠算史研究家、国士舘大学名誉教授。

## 来歴
大正13年（1924年）3月29日、東京府南足立郡（現、東京都足立区）に生まれた。昭和25年（1950年）、専修大学商経学部商業学科卒業。昭和33年（1958年）、文部省より珠算史の研究で大学講師の認定を受け、昭和35年（1960年）、国士舘大学政経学部講師。昭和44年（1969年）、同助教授。昭和49年（1974年）同教授。昭和51年（1976年）、日本大学文理学部国文学科卒業。平成5年（1993年）、国士舘大学定年退職、名誉教授の称号を受ける。平成14年（2002年）、勲四等旭日小綬章を受章。平成17年（2005年）9月12日、前立腺癌のため死去、81歳没。昭和55年（1980年）には「珠算史研究学会」を設立する。

## 主著
- 『珠算の歴史』（1964年、富士短期大学出版部）
- 『計算機器発達史』（1967年、富士短期大学出版部）
- 『古そろばんの研究』（1973年、富士短期大学出版部）
- 『ものがたり珠算史』（1979年、寿海出版）